# Fritz Scheuermann
Pour les articles homonymes, voir Scheuermann.
Fritz Scheuermann, né à Strasbourg le 8 juin 1887 et dont la date de mort est inconnue, est un juriste allemand et premier président de la Chambre du film du Reich au temps du national-socialisme.

## Biographie
Fritz Scheuermann étudie le droit et obtient son doctorat. En 1924, il est conseiller au ministère du Reich aux Transports et y est juriste à partir de 1925.
Après la prise du pouvoir par le parti national-socialiste, Scheuermann est nommé en juin 1933 au conseil de surveillance de la Filmkreditbank (de), un organisme de financement de films. En novembre 1933, il est nommé par Joseph Goebbels président de la Chambre du film du Reich, nouvellement créée. Il fonde à la fin de janvier 1934 le Reichsfilmarchiv (de), qui dépend de la Chambre du film.
Après avoir été dénoncé comme un soi-disant non-aryen et avocat des Juifs et des francs-maçons,, Scheuermann quitte son poste de président de la Chambre de Film au milieu du mois d'octobre 1935 et est remplacé le 18 octobre 1935 par Oswald Lehnich.
La suite de sa biographie n'est pas connue.

## Honneurs
Fritz Scheuermann a fait partie du jury présidé par Giuseppe Volpi di Misurata à la Mostra de Venise 1935.